# 室山池

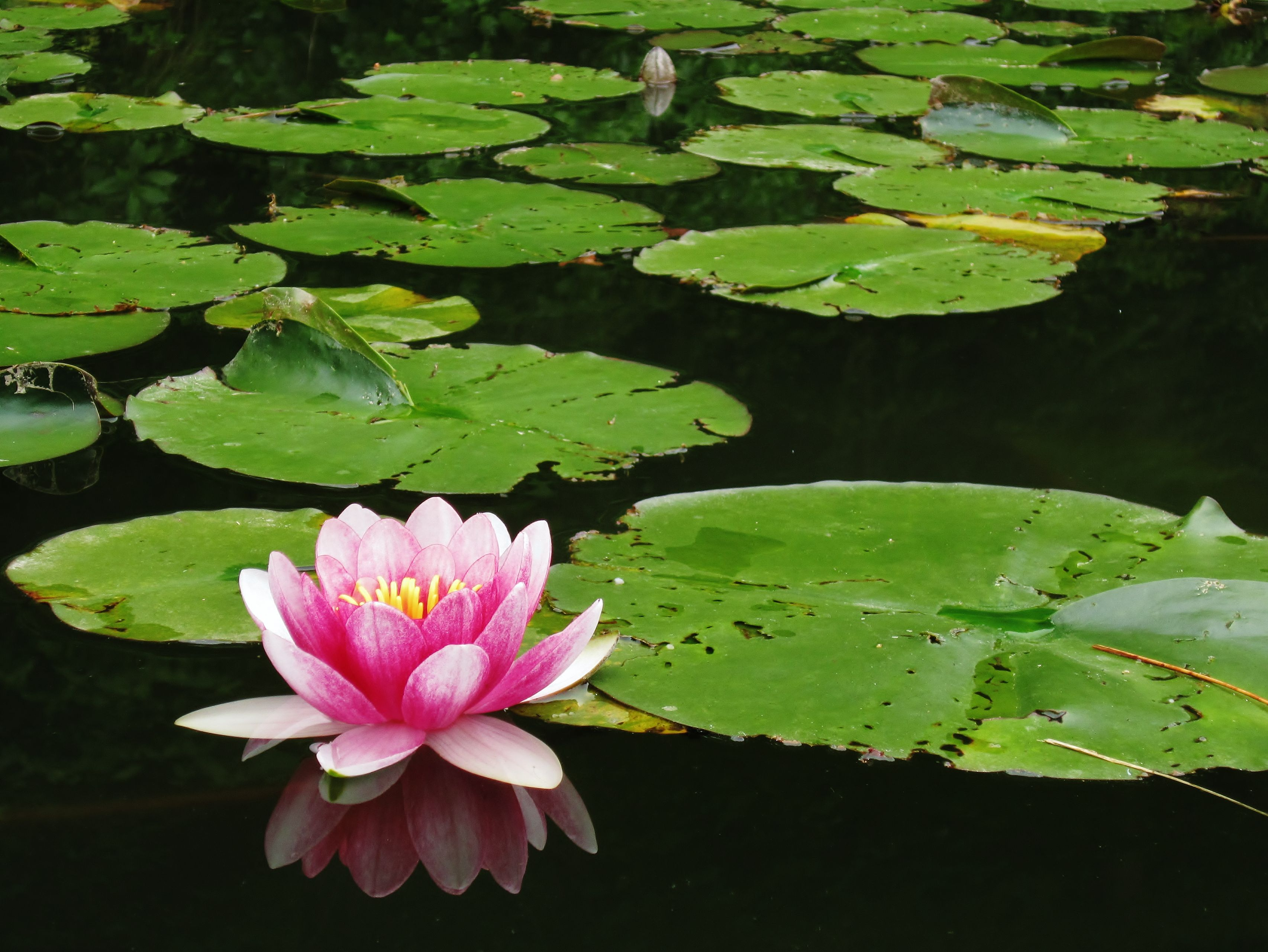
室山池のスイレン

室山池（むろやまいけ）は、長野県安曇野市にある池。温泉・宿泊施設である安曇野みさと温泉・ファインビュー室山（安曇野市三郷小倉）がある室山のふもとに位置する、人工のため池（人造湖）である。夏はスイレンの花が見頃を迎える。冬になると結氷し、かつてはスケートリンクとしても利用されていた。

## 歴史
安曇野市南部に位置する三郷小倉は、古くはアカマツが生い茂る林であった。江戸時代には当地を治めていた松本藩の管理下にあり、日中でも薄暗い林は動物たちの住み家となっていた。明治維新を経て国有林となったが、1919年（大正8年）になって地元の南安曇郡小倉村（現・安曇野市三郷小倉）に払い下げられ、1920年（大正9年）から1931年（昭和6年）にかけて開墾が行われた。これにより、当地は林から田畑へと大きく様変わりした。
一方、村では水不足に悩まされていたことから、室山のふもとにため池として室山池の建設を計画。建設地はヨシが生える湿地であり、土壌は粘土質であるため漏水の不安がない。工事は1944年（昭和19年）に着手し、1948年（昭和23年）末に完成。1949年（昭和24年）1月31日に落成式が執り行われた。工費はおよそ30万円。

## スイレン
室山池の南側はスイレンの葉で覆われており、毎年6月から8月にかけて開花して見頃を迎える。このスイレンは1984年（昭和59年）に10株ほど植えられたものが、年を追うごとに増えていったものである。室山池は水の流れがないこと、水底に積もった落ち葉が栄養となっていることなど、スイレンの生育に適した環境であった。1992年（平成4年）にはスイレンの花を間近で見られるよう、池に桟橋を設けたり、湖畔には四阿を建てるなどの整備が行われた。

## 室山スケート場の閉場
室山池は毎年、冬になると寒さで結氷し、天然のスケートリンクである室山スケート場として利用されていた。しかし、安曇野市は2011年（平成23年）から当スケート場を閉場することを決定。28年間もの歴史に幕が下ろされた。閉場を決定した安曇野市教育委員会が三郷総合支所に伝えたところによると、擬木や噴水用のポンプなど池周りの設備に衝突する危険があるためだという。

## アクセス
自家用自動車
長野自動車道・松本インターチェンジから20分間。
公共交通機関
JR 大糸線・一日市場駅からタクシーで10分間。